# Doulaincourt-Saucourt
Doulaincourt-Saucourt är en kommun i departementet Haute-Marne i regionen Grand Est (tidigare regionen Champagne-Ardenne) i nordöstra Frankrike. Kommunen ligger i kantonen Doulaincourt-Saucourt som tillhör arrondissementet Saint-Dizier. År 2022 hade Doulaincourt-Saucourt 753 invånare.

## Befolkningsutveckling
Antalet invånare i kommunen Doulaincourt-Saucourt
| Referens: INSEE |